# رالف كلاين
رالف كلاين (بالألمانية: Ralph Klein)‏ (و. 1931 – 2008 م) هو لاعب كرة السلة، ومدرب كرة سلة، من ألمانيا، ولد في برلين، شارك في الألعاب الأولمبية الصيفية 1952، وبطولة أمم أوروبا لكرة السلة 1959، وبطولة أمم أوروبا لكرة السلة 1961، وبطولة أمم أوروبا لكرة السلة 1953، وبطولة كأس العالم لكرة السلة 1954، وبطولة أمم أوروبا لكرة السلة 1963، يلعب كمدافع مسدد الهدف، توفي في رمات غان، عن عمر يناهز 77 عاماً.

## جوائز
حصل على جوائز منها:
- جائزة إسرائيل (2006).

## روابط خارجية
- رالف كلاين على موقع الاتحاد الدولي لكرة السلة (الإنجليزية)
- رالف كلاين على موقع سبورتس رفرنس (الإنجليزية)
- رالف كلاين على موقع أوليمبيديا (الإنجليزية)